# Михаил Чехов
Михаил Александрович Чехов (рус. Михаи́л Алекса́ндрович Че́хов; Санкт Петербург, 29. август 1891 — Беверли Хилс, 30. септембар 1955), познат и као Michael Chekhov, био је руско-амерички глумац, позоришни редитељ, писац и глумачки педагог. Сматра се једним од највећих руских глумаца 20. века. Био је ученик Константина Станиславског, али је развио сопствену, утицајну глумачку технику засновану на психо-физичком приступу и имагинацији. Био је нећак чувеног писца Антона Чехова. Номинован је за Оскара за најбољу споредну мушку улогу за филм Зачаран (1945).

## Биографија

### Младост и Московски уметнички театар
Рођен је у Санкт Петербургу 1891. године. Његов отац, Александар Павлович Чехов, био је старији брат писца Антона Чехова. Михаил је студирао глуму у позоришној школи Алексеја Суворина, а затим се придружио Првом студију Московског уметничког театра (МХТ) 1912. године, где је учио директно од Константина Станиславског и Евгенија Вахтангова.
Брзо се истакао као један од најталентованијих глумаца своје генерације у МХТ-у, остваривши запажене улоге у представама као што су Хлестаков у Гогољевом Ревизору, Малволио у Шекспировој Богојављенска ноћ, насловна улога у Стриндберговом Ерику XIV и Хамлет у Шекспировом Хамлету. Године 1922. постао је директор Другог московског уметничког театра (МХАТ II), где је експериментисао са Станиславскијевим системом и почео да развија сопствене идеје о глуми.

### Емиграција и рад у Европи
Због неслагања са уметничком политиком и социјалистичким реализмом након Октобарске револуције, као и због личних и уметничких разлога, Чехов је 1928. године емигрирао из Совјетског Савеза. Настанио се прво у Берлину, Немачка, где је радио са Максом Рајнхартом. Затим је радио и подучавао у Летонији (Рига) и Литванији (Каунас), где је имао значајан утицај на развој локалног позоришта.
Средином 1930-их, на позив Беатрис Стрејт, преселио се у Уједињено Краљевство и основао **Чеховљев театарски студио** (Chekhov Theatre Studio) у Дарингтон Холу (Dartington Hall) у Девону. Ту је даље развијао своју глумачку технику са групом младих глумаца.

### Каријера у Сједињеним Државама
Пред почетак Другог светског рата 1939. године, Чехов је са својим студијом прешао у САД, прво у Риџфилд, Конектикат. Године 1942. преселио се у Холивуд, Калифорнија, где је почео да ради као глумачки педагог и филмски глумац.
У Холивуду је подучавао велики број познатих глумаца, укључујући Ингрид Бергман, Гарија Купера, Грегорија Пека, Мерилин Монро, Јула Бринера, Ентонија Квина и многе друге. Истовремено је остварио и неколико запажених филмских улога. За улогу др Александра Брулова у филму Зачаран (Spellbound, 1945) Алфреда Хичкока номинован је за Оскара за најбољу споредну мушку улогу.
Године 1953. објавио је своју утицајну књигу о глумачкој техници "Глумцу о техници глуме" (To the Actor: On the Technique of Acting), засновану на белешкама са предавања и руској верзији "О технике актера" написаној 1940-их.
Преминуо је 30. септембра 1955. године у Беверли Хилсу, Калифорнија.

## Глумачка техника Михаила Чехова
Техника Михаила Чехова представља јединствен психо-физички приступ глуми који се разликује од каснијег метода Станиславског, посебно у погледу коришћења емоционалне меморије. Чеховљева техника се фокусира на:
- **Имагинацију:** Коришћење глумчеве маште као примарног покретача за стварање лика и околности.
- **Психолошки гест (ПГ):** Спољашњи физички покрет који изражава унутрашњу суштину, жеље и циљеве лика. Вежбање ПГ помаже глумцу да органски утелови психолошко стање.
- **Атмосфера:** Квалитет невидљиве енергије која прожима сцену или лик. Глумац учи да осети, створи и зрачи атмосферу.
- **Осећај за целину:** Способност глумца да сагледа улогу и представу као органску целину.
- **Квалитети покрета:** Истраживање различитих начина кретања (летећи, зрачећи, обликујући...) како би се обогатио физички израз.
- **Центри:** Физички центри у телу из којих потиче енергија и карактер лика.

Циљ технике је да омогући глумцу да створи инспиративну, живу и уметнички обликовану изведбу, ослањајући се на објективне алате, а не само на лична осећања.

## Легат
Михаил Чехов је оставио дубок траг у свету позоришта и филма, како кроз своје глумачке и редитељске радове, тако и кроз своју утицајну глумачку технику. Његова књига "Глумцу о техници глуме" сматра се класиком у области глумачке педагогије. Његову методу данас подучавају и примењују бројни глумци, редитељи и педагози широм света. Организације попут **Michael Chekhov Association (MICHA)** активно раде на очувању и ширењу његовог рада кроз радионице, конференције и публикације.

## Одабрана филмографија
- Песма Русије (Song of Russia, 1944) - као Иван Степанов
- У наше време (In Our Time, 1944) - као Леополд Броман
- Зачаран (Spellbound, 1945) - као др Александр Брулов (Номинација за Оскара)
- Спектакуларна лутка (Specter of the Rose, 1946) - као Максимилијан Полесо
- Отета (Abie's Irish Rose, 1946) - као Соломон Леви
- Тексас, Бруклин и рај (Texas, Brooklyn & Heaven, 1948) - као гдин. Габриол
- Позив (Invitation, 1952) - као др Фредерик Армтејџ
- Празник за грешнике (Holiday for Sinners, 1952) - као др Антоан
- Рапсодија (Rhapsody, 1954) - као проф. Шуман